# Max Adler

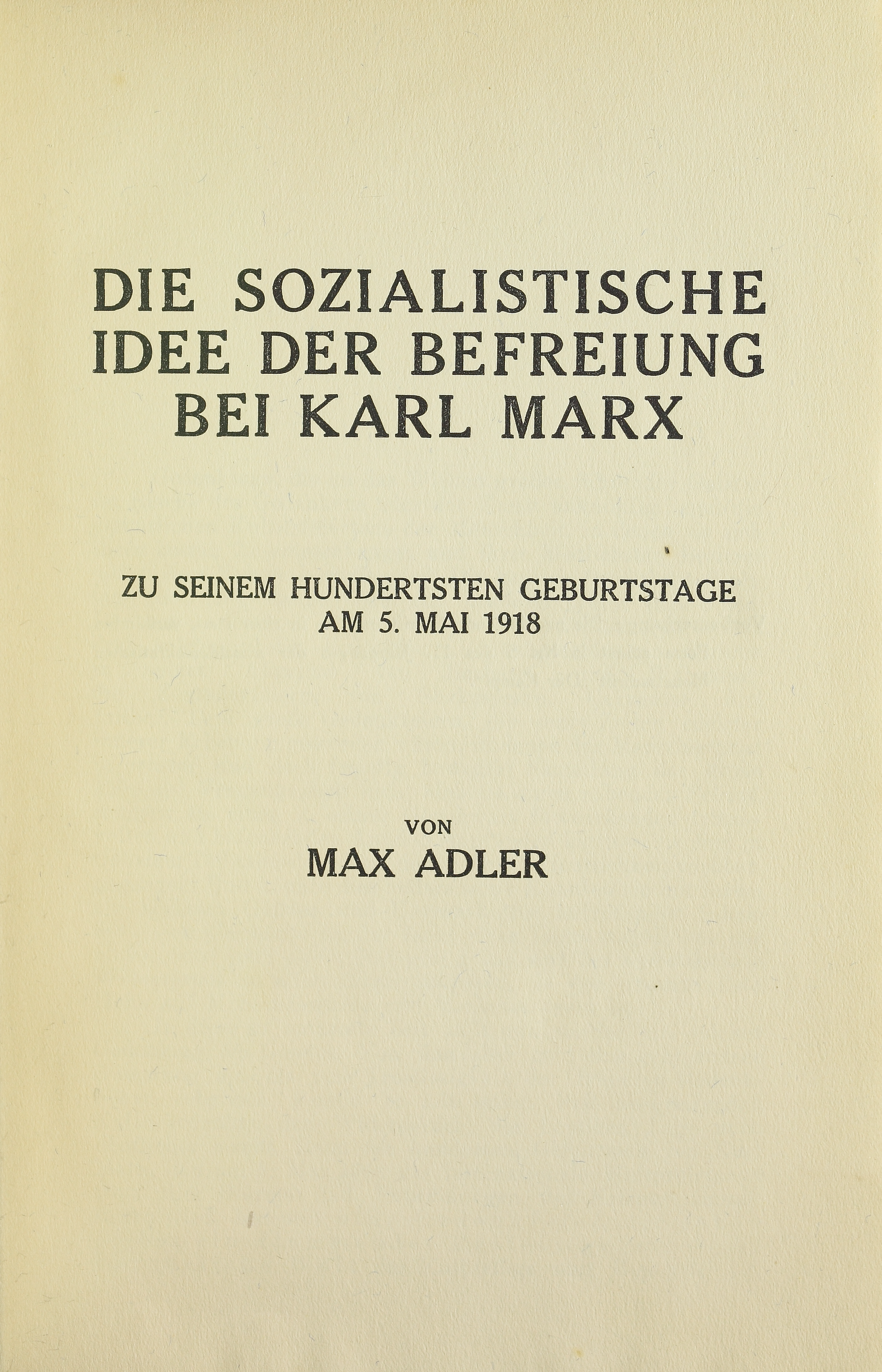
Sozialistische Idee der Befreiung bei Karl Marx, 1918

Max Adler (15. ledna 1873 – 28. června 1937) byl rakouský marxistický filozof, politik a právní teoretik. Patřil k předním reprezentantům austromarxismu. Pokoušel se propojit marxistické učení o společnosti s kantovským apriorismem (tzv. sociální a priori).

## Dílo
- Marx als Denker, 1908
- Wegweiser. Studien zur Geistgeschichte des Sozialismus, 1914
- Kant und der Marxismus, 1925